# Carol Danvers
Carol Susan Jane Danvers, más conocida como Carol Danvers, es una superheroína ficticia que aparece en cómics estadounidenses publicados por Marvel Comics. Fue creada por el escritor Roy Thomas y el artista Gene Colan, Carol apareció por primera vez como oficial de la Fuerza Aérea de los Estados Unidos y colega del superhéroe Kree llamado Mar-Vell en Marvel Super-Heroes # 13 (marzo de 1968). Danvers más tarde se convirtió en la primera encarnación de Ms. Marvel en Ms. Marvel #1 (enero de 1977) después de que su ADN se fusionara con el de Mar-Vell durante una explosión, otorgándole poderes sobrehumanos. Debutando en la Edad de Plata de los Cómics, el personaje apareció en una serie homónima en la década de 1970 antes de ser asociada con los equipos de superhéroes de Los Vengadores y los X-Men. El personaje también ha sido conocido como Binaria, Warbird, y Capitana Marvel en varios puntos de su historia. Ella ha sido etiquetada como "la heroina más grande de Marvel", y posiblemente "la Vengadora más poderosa de Marvel". En el 2012, la encarnación de Danvers de Ms. Marvel fue la personaje femenina mejor clasificada (en el puesto 11) en la lista de IGN de los "50 principales vengadores".
Carol Danvers ha sido descrita como una de las heroínas más notables y poderosas de Marvel, siendo etiquetada como un símbolo del empoderamiento femenino.
Carol ha aparecido en otros productos de Marvel, como videojuegos, series de televisión y productos como tarjetas de intercambio. Brie Larson interpreta al personaje en las películas del universo cinematográfico de Marvel, Capitana Marvel y Avengers: Endgame (ambas de 2019), Shang-Chi y la leyenda de los Diez Anillos (2021) y The Marvels (2023). Alexandra Daniels expresa una versión de realidad alternativa del personaje de la serie animada de Disney+ What If...? (2021) y Larson sale en un cameo del episodio final de la serie Ms. Marvel (2022).

## Desarrollo
En una entrevista, Gerry Conway recordó la razón por la que Danvers se convirtió en un superhéroe: "En realidad, surgió por razones bastante poco creativas... existía la idea de que estaba echando a la gente de los libros para encargarme de escribir sus libros, esto fue por supuesto que no es el caso, al menos desde mi punto de vista, pero dado cómo se sintieron, le dije a Stan: "bueno, ¿hay alguna manera de que podamos crear algunas cosas para no sacar a la gente de los libros?" Stan acababa de crear a She-Hulk o estaba pensando en crearla", y pensamos, '¿podemos pensar en otra superheroína que pueda usar el nombre de Marvel?'".

## Historial de publicaciones y biografía

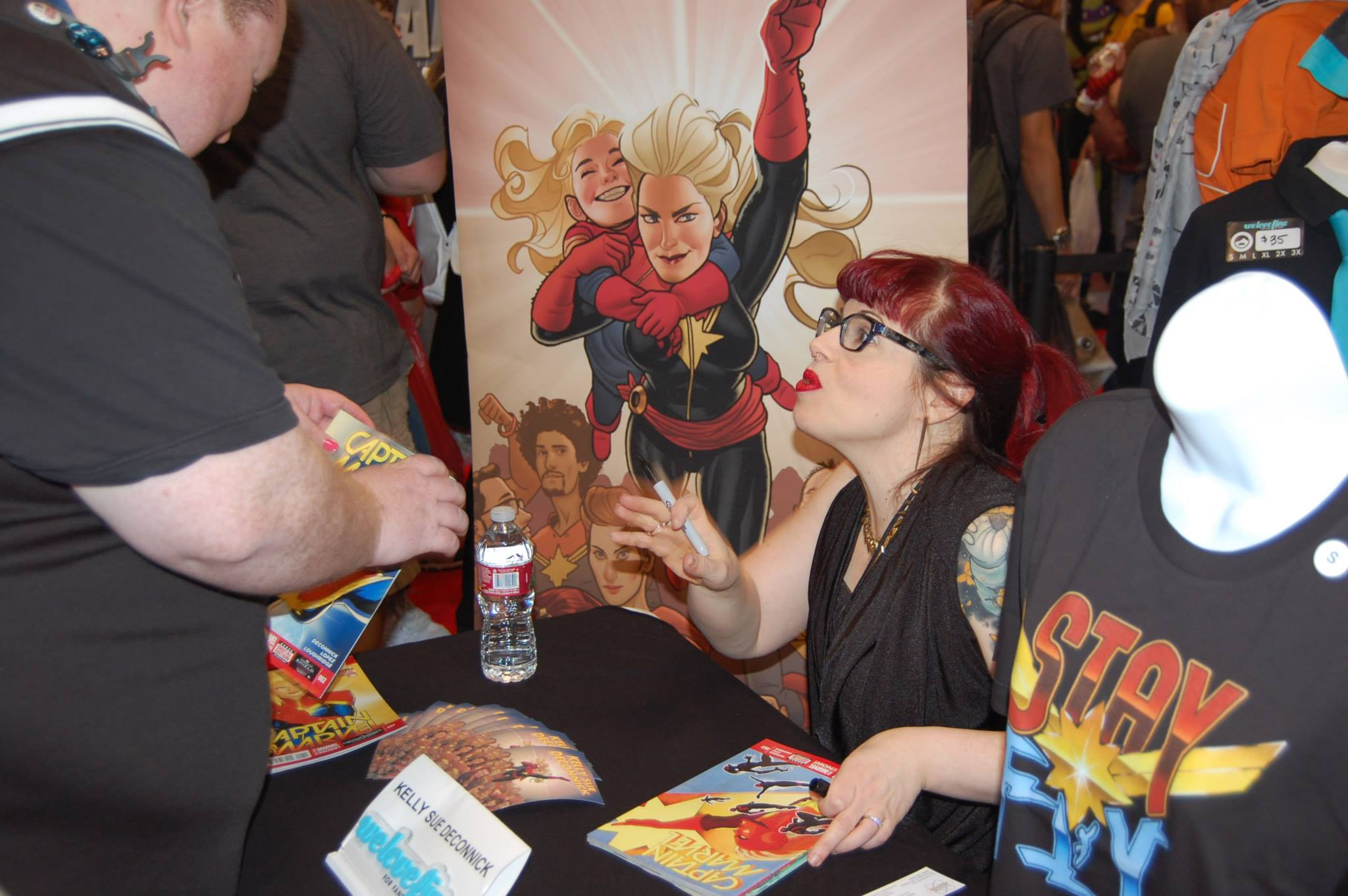
La escritora de cómics Kelly Sue DeConnick en el Javitz Center de Manhattan para la Comic Con de Nueva York el jueves 9 de octubre de 2014.

### 1960
El personaje debutó en Marvel Super-Heroes #13 (marzo de 1968) del escritor Roy Thomas y el artista Gene Colan. En la historia, ella es oficial de la Fuerza Aérea de los Estados Unidos y jefa de seguridad de una base militar restringida, donde Danvers conoce al Dr. Walter Lawson, el alias humano del héroe extraterrestre Kree Capitán Marvel. En una historia posterior, Danvers queda atrapada en la explosión de un dispositivo Kree después de intentar acercarse al Capitán Marvel. Aunque el Capitán Marvel logra salvar su vida, Danvers sufre heridas graves.

### 1970
Danvers resurge con habilidades sobrehumanas y se convierte en la heroína Ms. Marvel (creada por el escritor Gerry Conway y el artista John Buscema) en una serie homónima en enero de 1977, escrita al principio por Gerry Conway y luego por Chris Claremont. En la serie, ella es la editora de Women Magazine, un spin-off del Daily Bugle. Se revela que la exposición a la energía de la explosión de un dispositivo llamado "Psyche-Magnetron" hizo que la estructura genética de Danvers se fusionara con la del Capitán Marvel, convirtiéndola efectivamente en un híbrido humano-Kree. Ms. Marvel tuvo una serie de apariciones semi-regulares en The Avengers, con apariciones adicionales con los Defensores, Spider-Man, Thing, y Iron Man. En una de estas historias, la terrorista mutante Mystique mata a Michael Barnett, el amante de Ms. Marvel.
En el momento de la publicación de Ms. Marvel #1 en 1977, el título era conscientemente socialmente progresista para su época. Esto se reflejó en el uso de la palabra "Ms.", en su momento asociada al movimiento feminista, y en la lucha de Danvers por igual salario por igual trabajo en su identidad civil.

### 1980
En The Avengers #200 (octubre de 1980), que fue escrito por Bob Layton, David Michelinie, George Pérez y Jim Shooter, Ms. Marvel es secuestrada por un personaje llamado Marcus (el aparente hijo del enemigo de los Vengadores, Immortus) y llevada a una dimensión alternativa, donde Marcus la viola y la deja embarazada. Ella da a luz en la Tierra a un niño que envejece rápidamente y se convierte en otra versión de Marcus, quien finalmente no puede permanecer en la Tierra después de que Ojo de Halcón (Hawkeye) daña por error su máquina y lleva a Ms. Marvel de regreso a la dimensión alternativa sin oposición de los Vengadores, quienes perciben que Ms. Marvel y Marcus se han enamorado. La historiadora de cómics Carol A. Strickland criticó la historia en un ensayo, "La violación de Ms. Marvel", debido a que la historia implicaba que Marcus le había lavado el cerebro a Danvers para que se enamorara de él.
Citando la línea de Marcus, "Finalmente, después de semanas relativas de tales esfuerzos, y ciertamente, con un impulso sutil de las máquinas de Immortus, te convertiste en mía", Strickland postuló que esto constituía una violación. Como ex escritor del título en solitario, Chris Claremont también comentó sobre lo inapropiado de la historia, ya que no se le permitió al personaje tener un hijo normal y ser madre soltera.
Claremont escribió una continuación de la historia de Marcus en The Avengers Annual # 10 (1981). En esa historia, se revela que Danvers regresó a la Tierra, cortesía de la tecnología de Immortus después de que Marcus continuara envejeciendo y muriendo de viejo, pero es atacado por la mutante Pícara Rogue, que absorbe permanentemente las habilidades y los recuerdos del personaje. Los recuerdos de Danvers son restaurados por el Profesor X, y sigue una confrontación enojada con los Vengadores por no darse cuenta de que Marcus le había lavado el cerebro. Claremont continuó desarrollando el personaje en el título The Uncanny X-Men. Danvers ingresa al Pentágono y, mientras borra los archivos del gobierno sobre los X-Men, también borra todos los registros de ella misma en una ruptura simbólica con su vida como Ms. Marvel. Durante una aventura en el espacio con los X-Men, Danvers es transformada por cortesía de la experimentación de la raza alienígena, Brood (El Nido), en un nuevo personaje llamado Binary (Binaria) (creado por el escritor Chris Claremont y el artista Dave Cockrum). Aprovechando el poder de un fenómeno cósmico llamado agujero blanco, Danvers se vuelve capaz de generar el poder de una estrella. Como Binary, el personaje tiene una serie de encuentros con los X-Men, los Nuevos Mutantes, y el equipo británico, Excalibur, así como una aventura en solitario.
Claremont amplió el incidente con el personaje de Rogue al hacer que la personalidad de Carol Danvers se manifestara dentro de la mente de Rogue, a veces dominando la personalidad de Pícara (Rogue). Esto le sucede a Pícara (Rogue) en varias ocasiones, lo que resulta en un armisticio incómodo entre las personalidades dentro de la mente de Pícara (Rogue). Después de que Rogue atraviesa el antiguo portal sobrenatural llamado Sitio Peligroso (buscar y editar referencia), la personalidad de Ms. Marvel se separa de ella como una entidad independiente. En el mismo problema, esa personalidad desdoblada de Ms. Marvel, ya separada de Pícara, es asesinada por Magneto.

### 1990
Carol Danvers continuó haciendo apariciones esporádicas, y dos números adicionales planeados para el título original, que fueron cancelados, se imprimieron en una serie de antología trimestral. Ese mismo año apareció extensamente en la trama "Operación Tormenta Galáctica". Cerca de la conclusión de la historia, Danvers pierde su conexión con el agujero blanco del que extrajo sus poderes mientras desviaba la antimateria del sol de la Tierra dejada por la bomba Nega que pasaba, volviendo a sus poderes originales de Ms. Marvel. Ella retuvo los poderes de manipulación y absorción de energía que tenía como Binaria (Binary), pero en una escala más pequeña.
Después de varias apariciones más en equipo y en solitario, se reincorpora a los Vengadores con el nuevo alias "Pájaro de Guerra" (Warbird) (creado por el escritor Kurt Busiek y el artista George Pérez). Busiek exploró al personaje haciendo que desarrollara alcoholismo, luchando por aceptar la pérdida de sus poderes y recuerdos cósmicos. Danvers cae en desgracia durante la historia de "Live Kree or Die" y es suspendida del servicio activo.
Después de una breve aparición en el título del universo alternativo de Marvel What If?, el personaje apareció en Iron Man,Wolverine, y The Avengers antes de hacer un cameo en Mutant X.

### 2000
Como Warbird, el personaje regresa a los Vengadores y juega un papel clave en la trama de la "Dinastía Kang". El hijo de Kang, Marcus, el Centurión Escarlata, se enamora de ella, pero ella lo rechaza, en parte porque le recuerda a Marcus, el hijo del alter ego mayor de Kang, Immortus, quien la violó. No obstante, el Centurión Escarlata la ayuda a derrotar al Maestro del Mundo, un supervillano cuya tecnología alienígena se convierte en la clave para derrotar a Kang. En el transcurso de la pelea, Warbird mata al Maestro y, después de la victoria final sobre Kang, exige una corte marcial para revisar sus acciones. El consejo de guerra considera que su asesinato está justificado como un acto de guerra, y Carol continúa como vengadora. Después de Avengers Disassembled, Warbird deja el grupo y, junto con otros ex Vengadores destacados como Avispa, Hank Pym, Falcon y Wonder Man, no se incluye en el grupo de Los Nuevos Vengadores que pronto formarán Iron Man y el Capitán América.
Luego, el personaje apareció como "Capitán Marvel" en una realidad falsa creada por la mutante Bruja Escarlata en la miniserie de 2005 House of M. En esta realidad, Danvers había vislumbrado su potencial, convirtiéndose en su mayor héroe. Después de ver cuán gran heroína puede ser realmente, decidió desarrollar su potencial en el universo principal de Marvel. Junto con su compañero Avenger Iron Man, Danvers también se convierte en el principal defensor de la Ley de Registro Sobrehumanos durante los eventos de la historia de la "Guerra Civil" de 2006-07. La historia también continúa en el propio título de Ms. Marvel cuando el personaje lucha contra los héroes anti-registro liderados por el Capitán América.
La historia tiene consecuencias importantes para los Nuevos Vengadores, que debuta en la serie de 2007 Los Poderosos Vengadores, con Danvers como miembro. Danvers entra en una relación con su compañero Wonder Man, aparece en una serie cruzada con los Transformers, y se convierte en líder de los Poderosos Vengadores. El personaje llega a un acuerdo con Tony Stark, director de S.H.I.E.L.D., para liderar un equipo de ataque encubierto llamado Operation: Lightning Storm, cuya misión designada es la eliminación de supervillanos antes de que se conviertan en amenazas globales.
Ms. Marvel es capturada por Brood en Monster Island, después de lo cual encuentra a la Reina Brood. Se produjo una intensa confrontación durante la cual los poderes de Ms. Marvel se desactivaron temporalmente, lo que la obligó a luchar contra la Reina Brood como Carol Danvers. En un momento, la despojan de su ropa de civil y la obligan a desplazarse por el espacio hasta que pueda acceder a sus poderes.
Ms. Marvel también juega un papel importante en la historia de 2008  "Secret Invasion", en la que se revela que los miembros de la raza alienígena que cambia de forma, los Skrulls, se infiltraron en secreto en la Tierra haciéndose pasar por humanos. Ella se hace amiga del impostor Skrull del Capitán Marvel y le demuestra que ella no es una Skrull al revelar detalles íntimos sobre su vida juntos. Al final de la guerra con los Skrulls, Norman Osborn se pone a cargo del equipo registrado de los Vengadores. Negándose a servir bajo Osborn, Ms. Marvel huye de la Torre de los Vengadores, y se une a los Nuevos Vengadores, convirtiéndose en la segunda al mando. Osborn nombra a la exmiembro Thunderbolt Moonstone (Karla Sofen) como la "nueva" Ms. Marvel para su equipo de Vengadores Oscuros; Moonstone usa una variación del disfraz original de Ms. Marvel. Osborn diseña una batalla que resulta en la sobrecarga de los poderes de Danvers, causando su aparente muerte. El personaje Moonstone asume el papel principal en la serie en curso de Ms. Marvel. Danvers regresa con la ayuda de los Nuevos Vengadores, un grupo de embriones M.O.D.O.K. (creaciones de la organización Advanced Idea Mechanics [AIM]), y un personaje conocido como "Storyteller", y ella reclama el título de Ms. Marvel de Karla Sofen.
El mayor uso de Carol Danvers como un personaje destacado en muchos arcos de la historia a lo largo de esta década finalmente llevó a un comentarista a señalar que "ahora es la principal heroína de House of Ideas".

### 2010
En la conclusión del segundo volumen de Ms. Marvel, Carol Danvers lucha contra su antigua némesis Mystique y un clon del Capitán Marvel creado por los Skrulls durante la Invasión Secreta, luego de que llevaran a cabo una serie de tragedias en los templos pertenecientes a la Iglesia de Hala, una iglesia dedicada a Mar-Vell. Más tarde, Danvers ayuda a las fuerzas aliadas de Steve Rogers contra Iron Patriot durante el asedio de Asgard. Danvers también comienza a desarrollar una amistad con Spider-Man. Aunque él la enfurece la primera vez que trabajan juntos, los dos se vuelven más cercanos cuando él la ayuda durante la historia de "Dark Reign", y luego ella admite que siente algo por él. Tras la conclusión de la historia de "Siege", Ms. Marvel regresa como un personaje regular en el segundo volumen de The New Avengers.
En julio de 2012, Carol Danvers asumió el papel de Capitana Marvel en una serie en curso escrita por Kelly Sue DeConnick con arte de Dexter Soy. Para el título, el artista Jamie McKelvie rediseñó el traje de Danvers, dándole un mono que usaba sus colores tradicionales y su faja, pero que también rendía homenaje a sus raíces militares. McKelvie fue la primera opción de DeConnick, pero originalmente completó el rediseño como una apuesta con DeConnick. En la serie, Danvers explora su pasado. Al describir su propuesta para la serie, DeConnick dijo en WonderCon 2012 que podría "prácticamente resumirse con 'Carol Danvers como Chuck Yeager'". Ella dijo que la serie contemplaría lo que significa la leyenda del Capitán Marvel para Danvers, cómo la manejará y cómo reaccionará el resto del Universo Marvel.
Danvers también se reincorporó al equipo principal de los Vengadores como Capitana Marvel en el volumen 5 de Los Vengadores y en la serie derivada Avengers Assemble, también escrita por DeConnick. La editora Lauren Sankovitch dijo que a los editores de Marvel les gustaba el trabajo de DeConnick y que agregarla al equipo "obtendría algo de poder femenino en la alineación de los Vengadores". DeConnick dijo: "Es posible que sepas esto: tengo cierto afecto por [Carol Danvers]. Y decidí: 'Bueno, si me decido, también habrá un espacio disponible para ella'".
En 2013, Carol Danvers protagonizó la historia cruzada de Captain Marvel / Avengers Assemble, "The Enemy Within". En la historia, Danvers y sus compañeros de equipo Vengadores luchan contra Yon-Rogg, el comandante Kree que fue responsable de la explosión que hizo que Danvers recibiera sus poderes, y al derrotar al Kree, Danvers pierde sus recuerdos. En noviembre de 2013, Marvel anunció que Danvers se uniría a los Guardianes de la Galaxia a partir del Día del cómic gratuito: Guardianes de la Galaxia (mayo de 2014) de Brian Michael Bendis y Sara Pichelli. En marzo de 2014, Marvel lanzó un octavo volumen de Captain Marvel escrito nuevamente por DeConnick y protagonizado por Danvers en el papel principal pero dibujado por el artista David López. DeConnick dijo: "La gran diferencia es que nos establecimos en la ciudad de Nueva York para el volumen anterior; al menos en la última parte. Con el nuevo Capitán Marvel # 1 comenzamos en Nueva York, pero después de eso, la dejaremos volverse cósmica". Carol pasará un tiempo fuera del planeta". DeConnick planeó inicialmente acabar con el Capitán Marvel en seis números. Sin embargo, el éxito de la serie de cómics la llevó a trabajar en más temas.
Durante la historia de "Secret Wars" de 2015, Danvers encabezó su propia serie vinculada, Captain Marvel and the Carol Corps, coescrita por DeConnick y Kelly Thompson y dibujada por López. En la serie, Danvers lidera un escuadrón de élite de mujeres piloto de combate estacionadas en una base aérea, Hala Field, donde ella es el único ser con superpoderes; esto lleva al cuerpo a ayudar a Danvers a responder preguntas sobre su origen, lo que la pone en conflicto con las fuerzas que controlan Battleworld. Durante la historia, Danvers se convierte en miembro de A-Force, el equipo femenino de Vengadores de Battleworld. La serie, escrita por G. Willow Wilson, continuó en Marvel's "All-New, All-Different Marvel" campaña de relanzamiento que siguió a "Secret Wars", con Danvers en un papel clave.
Continuando con la iniciativa All-New, All-Different Marvel, Danvers protagonizó el noveno volumen de Captain Marvel, escrito por los showrunners de Agent Carter, Tara Butters y Michele Fazekas, con ilustraciones de Kris Anka, que se estrenó en octubre de 2015. La serie, ambientada Ocho meses después de "Secret Wars", Danvers asume las responsabilidades de S.W.O.R.D., la agencia militar que fue previamente designada para proteger la Tierra de las amenazas intergalácticas. La editora Sana Amanat dijo: "Esto realmente está destinado a ser el siguiente nivel para el Capitán Marvel. Carol realmente debe ser un soldado y un comandante, y también un diplomático. Realmente estamos tratando de construir este complejo espacial y este espacio mundo." En este momento, Danvers también se unió a The Ultimates. El escritor de la serie Al Ewing dijo: "Carol actualmente dirige Alpha Flight, que es la principal agencia espacial de la Tierra. [Ella ha] visto los altibajos del negocio de los superhéroes, y ha salido del otro lado. En este momento, Carol está en ascenso, culturalmente, tanto en el universo como fuera de él... La historia de Carol en The Ultimates tiene mucho que ver con sus vínculos con el mundo ordinario de los superhéroes y con tratar de formar un puente entre ese mundo y el mundo de The Ultimates".
En 2016, Danvers desempeñó un papel predominante en la trama "Civil War II", cuya miniserie central fue escrita por Brian Michael Bendis e ilustrada por David Márquez. En la historia, Danvers es la líder de una facción de superhéroes que desean usar el poder precognitivo de Ulysses para perfilar a las personas que en sus visiones cometerán crímenes en el futuro. Acerca de su posición, Bendis dijo: "Desde el punto de vista de Carol, ella dice: '¿Me estás diciendo que el mundo sigue girando al final del día y que todos están a salvo? No me importa... Si sigue nosotros a salvo, eso está bien". Después de la conclusión de "Civil War II", Danvers protagonizó The Mighty Captain Marvel, Margaret Stohl y el artista Ramón Rosanas, que ve a Danvers convertirse en un nombre familiar. Stohl explicó: "Será una de las heroínas más populares del planeta, pero eso no es algo con lo que se sienta muy cómoda. Y, por supuesto, ha perdido a muchas personas a las que amaba, por lo que también tiene que lidiar con eso. Eso dicho esto, todavía tiene un trabajo que hacer como comandante del Alpha Flight. Su última misión es reclutar y entrenar nuevos cadetes. También traerá consigo un peligro misterioso que amenazará todo lo que Carol ha construido".
A partir de julio de 2018, Danvers encabezó una serie limitada, The Life of Captain Marvel, de Stohl y el artista Carlos Pacheco. La serie se describe como un "recuento" de la historia de origen de Danvers, pero Stohl insistió en que no es una "reinvención" y explicó: "Miras a través de una lente diferente. No es nada que esperas y nada que hayas visto pasar, pero habrá partes de su vida que cambiarán el contexto de lo que has visto antes, por lo que cuenta el otro lado de la historia, de cómo llegó a ser". Stohl también dijo que habría similitudes con la película de 2019, pero la película es "cosa propia". La serie revela que la madre de Danvers es Kree y que la explosión que fue responsable de sus poderes solo despertó sus genes Kree preexistentes y no fusionó su ADN humano con el ADN Kree de Mar-Vell como se escribió originalmente.
A principios de 2019, Danvers protagonizó el décimo volumen de Capitana Marvel escrita por Kelly Thompson y dibujada por Carmen Carnero. La historia ve a Danvers regresar a la ciudad de Nueva York después de una temporada en el espacio y reconectarse con aliados y amigos como Iron Man y Spider-Woman, así como explorar nuevas relaciones. Thompson bromeó: "Definitivamente habrá algo de romance y puede ser alguien que todos conocemos y hemos visto antes en Marvel Comics".

### 2020
Danvers juega un papel importante en la historia cruzada "Empyre" de 2020 escrita por Al Ewing y Dan Slott, en la que Danvers es elegida como la Suprema Acusadora de la alianza Kree/Skrull recién forjada bajo Hulkling y lidera su propio cuerpo de Acusadores que incluye a Spider-Woman, Hazmat y Máquina de Guerra. Durante una investigación, Danvers descubre que tiene una media hermana llamada Lauri-Ell, que fue manipulada genéticamente utilizando el ADN de su madre.

## Poderes y habilidades

### Ms. Marvel
Como Ms. Marvel, Carol Danvers inicialmente poseía una fuerza sobrehumana, velocidad, resistencia, aguante y durabilidad física. Ella tiene un "séptimo sentido" precognitivo similar a una forma de conciencia cósmica, y una fisiología híbrida humana/Kree perfectamente amalgamada que la hizo resistente a la mayoría de las toxinas y venenos. Originalmente, solo tenía el poder de volar gracias a un artilugio debajo de su traje. Como Binaria, el personaje podría aprovechar la energía de un "agujero blanco", lo que permite el control total y la manipulación de las energías estelares y, por lo tanto, el control sobre el calor, el espectro electromagnético y la gravedad. El viaje a la velocidad de la luz y la capacidad de sobrevivir en el vacío del espacio también fueron posibles.

### Capitana Marvel
Como Capitana Marvel, Carol Danvers posee una fuerza sobrehumana, resistencia, aguante, agilidad, durabilidad y reflejos. Ella puede volar aproximadamente seis veces la velocidad del sonido. Ella puede viajar al espacio sin oxígeno. Carol Danvers conserva su "séptimo sentido", y puede descargar ráfagas explosivas de energía radiante, que dispara desde la punta de sus dedos. También demuestra la capacidad de absorber otras formas de energía, como la electricidad, para aumentar aún más su fuerza y proyección de energía, hasta la fuerza de un arma nuclear que explota. Cuando está lo suficientemente aumentada, puede soportar la presión de un peso de 92 toneladas cortas (83 000 kg) y golpear con un nivel de fuerza similar, aunque Hank Pym teorizó que esto probablemente no era su límite. Danvers no puede absorber energía mágica sin consecuencias, aunque ayudó al Dr. Stephen Strange a derrotar a la amenaza mística, Sir Warren Traveler. Gracias a su factor de curación regenerativo, Danvers también puede recuperarse más rápido y de manera más competente que el ritmo normal. Su factor de curación regenerativo le permite tener una forma de envejecimiento y longevidad desacelerada. Además, Carol Danvers es una combatiente mano a mano armada y desarmada entrenada.

### Binaria
Como Binaria, Carol Danvers puede volar al espacio sin oxígeno. Ella puede generar calor, luz, radiación y cualquier otra forma de energía a lo largo del espectro electromagnético. Ella es capaz de manipular la gravedad. Carol Danvers puede volar a la velocidad de la luz. Aunque el vínculo con el agujero blanco finalmente se cortó, Danvers conserva sus poderes binarios en una escala más pequeña, lo que le permite absorber energía y proyectarla en forma fotónica. Ella también puede sobrevivir en el espacio. Si bien carece de una fuente constante de energía para mantener las habilidades en su nivel cósmico anterior, Carol Danvers conserva sus habilidades binarias y puede asumir temporalmente su forma binaria si se le otorga una infusión de energía lo suficientemente alta.

## Otras versiones

### Era del Apocalipsis
En la historia de 1995 "Era de Apocalipsis", Carol Danvers, impotente, ayuda a Logan y Gateway a escapar a costa de su vida, solo para ser "curada" y utilizada por Donald Pierce como arma viviente contra sus amigos.

### Era de Sentry
En Age of Sentry, una versión de Carol Danvers es una compañera de Sentry.

### Era de Ultrón
En la historia de "La era de Ultrón" de 2013, se vio una versión de la Capitana Marvel de vacaciones en Londres cuando llegan los Centinelas de Ultron. La Capitana Marvel es asistida en la lucha contra los Centinelas de Ultron por el Capitán Britania y el MI-13. Después de que Computer Graham y Magic Boots Mel mueren en la batalla, Capitana Marvel y Capitán Britania sacrifican sus vidas para detener a los Centinelas de Ultron que estaban invadiendo Londres.

### Amalgam
En el universo de Amalgam Comics, Carol Danvers se combinó con Helena Bertinelli de DC Comics y se convirtió en la Cazadora de esta realidad. Ella es una exagente solitaria del gobierno rebelde (aunque eso puede haber sido simplemente una tapadera para una misión profunda) que usa sus habilidades especializadas y su entrenamiento como agente a sueldo. Su ballesta fue desarrollada para ella por Hawkeye (Clint Archer) de Judgement League Avengers. Aparece en el one-shot de Legends of the Dark Claw, donde descubre la identidad secreta de Dark Claw y lo ayuda a localizar a la hiena.

### Carol Corps
En las páginas de "Avengers: Forever", una variación de Carol Danvers tiene una visión de diferentes variantes de sí misma como una versión de sí misma de la Segunda Guerra Mundial, una versión prehistórica de sí misma montando un Pteranodon y la versión de Tierra-616 de sí misma. Se muestra que es una prisionera de la Iglesia Hellfire mientras se preparan para recibir a los pájaros que caen, ya que se revela que este mundo está gobernado por Dark Phoenix del Multiversal Maestros del Mal. Cuando un soldado cocodrilo la patea para que Carol recoja los pájaros, Carol ataca al soldado cocodrilo hasta que los otros miembros de la Iglesia Hellfire la atacan. Durante una de las cacerías de la Iglesia Hellfire, Carol salva a los pajaritos sin que ellos lo sepan. Cuando los pajaritos comienzan a volar, Carol comienza a pasar a la ofensiva con la Iglesia Hellfire. Comienzan a atacarla cuando los pajaritos se escapan. Sus cadenas se quitan accidentalmente, lo que permite a Carol volar lejos de ellas. Más tarde regresaría para derrotar a la Iglesia Hellfire. Luego, mientras vuela, choca contra el Omni-Carrier donde conoce a otras versiones de Carol Danvers que la ayudan a subir al Omni-Carrier cuando descubre que sus visiones son reales. El general Danvers da su informe mientras le ordena a Ranger que lleve a su último recluta a sus habitaciones para prepararla para el entrenamiento. Luego, el general Danvers le ordena a Tracker que lleve el Omni-Carrier a la próxima Tierra. Están siendo conducidos allí por Ghost Rider.
Cuando el Consejo de Red ataca la Torre de los Vengadores en God Quarry, Carol Corps se enfrenta a los miembros del Consejo de Red que pueden volar. Después de que los miembros restantes del Consejo de Red se retiraron después de que muchos de sus números fueran diezmados por Old Man Phoenix y las nietas del Rey Thor , Carol Corps lucha contra las variantes de Doctor Doom que son leales a Doom Supremo.

### Deadpool Kills Deadpool
En Deadpool Kills Deadpool, una versión de Carol junto con una versión de la Mujer Invisible fueron capturados por Dreadpool.

### Exiliados
Una versión malvada del personaje aparece en el título Exiles, uniéndose a los exploradores del universo alternativo Arma X y convirtiéndose en el amante del maestro villano Hyperion.

### Infinity Countdown
Durante la historia de "Infinity Countdown" de 2018, Carol Danvers de la línea de tiempo principal ve algunos universos alternativos de sí misma:
- Una versión de Carol usó las Nega-Bands para cambiar de lugar con Mar-Vell, y ella desarrolló cáncer en lugar de Mar-Vell.[151]
- Una versión de Carol cambió de cuerpo con Rogue después de absorber los poderes, recuerdos y personalidades de cada uno.[151]
- Una versión de Carol que no superó su alcoholismo, se convirtió en una vagabunda; Monica Rambeau como Capitana Marvel trató de ayudarla llevándola a un refugio, sin embargo, Carol terminó de regreso en las calles.[151]

### Infinity Warps
En Warp World, una copia del Universo Marvel doblada por la mitad durante la historia de Infinity Wars, Carol Danvers se fusionó con Justice Peace, creando al Capitán Peace. Ella viaja desde el año 2099 hasta el presente donde le dice a Weapon Hex (fusión entre Bruja Escarlata y X-23) que su victoria contra la invasión Demoníaca hizo que los marcianos invadieran la Tierra.

### Marvel Mangaverso
En Marvel Mangaverse, Carol Danvers era piloto de la Fuerza Aérea de los EE. UU. y estaba estacionada en Japón. Después de que Sunfire y sus aliados destruyeron su base y mataron a la compañera de Carol, Rachel Leighton, Carol trató de luchar, pero fue herida por Samurái de Plata y Lady Deathstrike. Después de ser curada en el hospital, desarrolló superpoderes y se infiltró en la base de la Mano y tomó notas sobre sus planes después de despachar a Elektra resucitada. Luego tomó el manto del Capitán América y salvó a Spider-Man y ayudó a los otros héroes a luchar contra la Mano. Ella muestra una fuerza sobrehumana y casi invulnerabilidad en la miniserie. No se da una explicación genuina de cómo llegaron a existir sus poderes en el Mangaverse (aunque se da a entender que de alguna manera los obtuvo después de exponerse a los ataques de los Anillos del Mandarín, ya que afirma que puede sentir el poder de los Anillos mientras escala el monte. Fuji en el número final de la serie, indicando que los siguió a pie desde la base aérea hasta su ubicación actual), ya que al principio parece una humana normal.

### Universo Marvel vs. The Punisher
En Universo Marvel vs. The Punisher, Carol Danvers era parte de la población que se infectó con un virus que Punisher propagó accidentalmente y convirtió a las personas en caníbales. Ella se alió con The Thing, pero luego fue asesinada por Punisher.

### Marvel Zombies
En el universo Marvel Zombies (Tierra-2149), Carol Danvers y los otros Vengadores ignoran las divagaciones aparentemente locas de Ash Williams, solo para que sus advertencias resulten ciertas cuando ella es atacada e infectada por Sentry zombificado más poderoso pocos minutos después, convirtiendo a Carol en un comunista ruso con un hambre insaciable de carne humana.

### Old Woman Laura
En un futuro posible, una Carol mayor ayuda a Wolverine y Maria Hill en un asalto a Latveria.

### Ultimate Marvel
El sello Ultimate Marvel cuenta con una versión del personaje sin habilidades sobrehumanas llamada Capitana Carol Danvers en la Ultimate Galactus Trilogy. Como miembro de la Fuerza Aérea, ella fue asignada para trabajar en los detalles de seguridad de Mahr Vehl con el General Nick Fury cuando la Tierra fue amenazada por Gah Lak Tus. En el título Ultimate Power, el personaje se convierte en directora interina de S.H.I.E.L.D. después de la desaparición de Nick Fury. Sus primeras misiones consistieron en trabajar con los 4 Fantásticos y los X-Men, oponiéndose a amenazas como Apocalipsis y Silver Surfer. En Ultimate Spider-Man, ella trabaja en la detención de Norman Osborn después de que este escapa del Triskelion. Las cosas se ponen difíciles para ella cuando Norman miente a la prensa que S.H.I.E.L.D. erróneamente lo encarceló por tratar de hacer del mundo un lugar más seguro, poniendo a los agentes de S.H.I.E.L.D. fuera de trabajo.
Ella recibe ayuda de Spider-Man (Peter Parker) después de que ella lo arresta en público, con la esperanza de que eso atraería a Norman a ella. Ella convoca un comunicado de prensa y obliga a Harry Osborn a decirle a los periodistas la verdad de que Norman era una persona horrible por experimentar en sí mismo y matar a su madre. Indignado, Norman va al Helicarrier de S.H.I.E.L.D. y ataca a su hijo junto con ella, Spider-Man, y los agentes de S.H.I.E.L.D. a bordo. Norman accidentalmente mata a Harry y, sintiéndose culpable, le dice a los agentes de S.H.I.E.L.D. que lo maten. Spider-Man se enoja con Danvers debido a que Harry murió en su guardia y le había dicho que se mantuviera fuera de su vida. Ella no hizo lo que él le pidió, pero aun así sintió pena por él.
Como directora de S.H.I.E.L.D., Danvers fue puesta al mando de los recién formados New Ultimates. Cuando Loki intentó otra invasión de la Tierra, Danvers y las mujeres del equipo (Zarda y Valquiria) fueron puestas bajo un hechizo por Amora. Danvers, usando tecnología, fue capaz de resistir al hechizo y liberar al resto del equipo para luchar contra las fuerzas de Loki.
Después de que Spider-Man fue capturado y sustituido por el Camaleón, Danvers decidió que teniendo a Peter, sin entrenamiento, suelto en la ciudad estaba haciendo más daño que bien. Ella abordó a May Parker y ambos accedieron que Peter atendería clases de entrenamiento por parte de miembros individuales de los New Ultimates.
Danvers y sus New Ultimates lucharon contra Nick Fury y sus Vengadores mientras cada lado acusaba al otro de ser traidores a S.H.I.E.L.D. y a los Estados Unidos de América. Durante la pelea, Danvers fue golpeada por un vehículo policial, dejándola en estado crítico. Su papel como directora de S.H.I.E.L.D. pasó entonces a Gregory Stark, el que de hecho había diseñado los acontecimientos desde el principio. Después de que Stark es asesinado, Fury reemplaza a Danvers como director.

### Universo X
En la serie limitada Universe X, una versión de Carol Danvers se alió con Mar-Vell y ella, junto con Nova, Quasar y Star-Lord, formaron Realm Marvel.

### Venomverse: War Stories
En el universo de Venomizado Rocket Raccoon, los Kree ofrecieron una recompensa por Carol Danvers como Capitán América. Rocket planeó matar al Capitán América y reclamar la recompensa, pero estaban igualados, lo que provocó que la batalla no terminara, hasta que Rocket fue arrastrado a otra dimensión.

### What If?
- En What If? Norman Osborn won Siege, Carol fue uno de los héroes que lucharon contra Norman, pero finalmente fue asesinada por Venom.[172]
- En What If? Annihilation Wave reached Earth, Ms. Marvel y otros héroes abandonaron la Guerra Civil para luchar contra la Ola de Aniquilación.[173]
- En What If? Scarlet Witch Ended the 'House of M' By Saying, 'No More Power?, Carol Danvers estaba entre los héroes, que fueron despojados por la Bruja Escarlata después de House of M. A pesar de esto, Carol se unió a Iron Avengers de Iron Man y recibió su propia Armadura Iron Man para luchar contra Red Skull.[174]

### X-Men: El Fin
La trilogía de miniseries de 2004-2006 X-Men: The End presenta una versión del personaje que existe como energía pura y controla la nave espacial de los Starjammers, The Starjammer.

## En otros medios

### Televisión
- Carol Danvers como Ms. Marvel aparece en el episodio de X-Men titulado "A Rogue's Tale", con la voz de Roscoe Handford;[10] donde Rogue absorbe por accidente los poderes y la psique de Ms. Marvel de forma permanente, dejándola en coma.

- Ms. Marvel aparece en The Super Hero Squad Show, con la voz de Grey DeLisle,[176] donde es una estricta agente de S.H.I.E.L.D., la superior del Super Hero Squad. Hace un cameo en el episodio de la primera temporada de Ultimate Spider-Man episodio 5, titulado "El Vuelo de la Araña de Hierro".[10]

- Carol Danvers aparece en The Avengers: Earth's Mightiest Heroes, con la voz de Jennifer Hale.[177] Su primera aparición fue en el episodio titulado "459". En el episodio de la segunda temporada, "Bienvenidos al Imperio Kree", obtiene superpoderes y asume la identidad de "Ms. Marvel", se une a los Vengadores y se une como personaje regular por el resto de la serie.[178][10]

- Carol aparece como Capitana Marvel en Avengers Assemble, nuevamente con la voz de Grey DeLisle.[176]
  - En la tercera temporada como Avengers: Ultron Revolution, en el episodio 16, "Capitana Marvel".[10] Danvers se une con el Capitán América, Thor y Falcon para luchar contra un grupo de soldados Kree dirigidos por Galen-Kor, que están planeando entregar a los recientemente surgidos inhumanos al Imperio Kree, incluyendo a la Capitana Marvel como un bono. A lo largo del episodio, ella y el Capitán América se ven en una rivalidad amistosa, llamándose 'ejército' y 'fuerza aérea', respectivamente. En el episodio 24, "Guerra Civil, Parte 2: Los Poderosos Vengadores", ella se une a Ant-Man, Pantera Negra, Ms. Marvel, Hulk Rojo, Songbird y Visión como Los Poderosos Vengadores, ensamblados por Truman Marsh. En el episodio 25, "Guerra Civil, Parte 3: Tambores de Guerra", ayudan a los Vengadores para detener a los Inhumanos controlados por los discos de registros provocado por Truman Marsh, y descubre al final que Marsh es Ultron. En el episodio 26, "Guerra Civil, Parte 4: La Revolución de los Vengadores", se une a los Vengadores para detener a Ultron, quién trata de exterminar a toda la humanidad.
  - En la cuarta temporada, conocida como Avengers: Secret Wars, se une a Los Nuevos Vengadores formados por Pantera Negra, Visión, Ant-Man, Ms. Marvel y Avispa.

- Carol aparece como Capitana Marvel en la segunda temporada de Guardianes de la Galaxia,[179] nuevamente con la voz de Grey DeLisle.[177] En el episodio 1, "Sobreviviendo", cuando ella junto a Los Vengadores atacan a los Guardianes de la Galaxia por robar un asteroide de su sede. Más tarde unen fuerzas para detener un satélite. En el episodio 2, "La Roca de la Evolución", ella, Rocket Raccoon y Groot son capturados por el Alto Evolucionador al ser drenada de sus poderes. En la lucha para evitar que el Alto Evolucionador use el asteroide contra la Tierra, ya recupera sus poderes, solo al debilitarse.[180][181]

- Capitana Marvel aparece en la segunda temporada de Spider-Man, nuevamente con la voz de Grey DeLisle.[182] episodio, "School of Hard Knocks". Esta versión es miembro de los Vengadores.

### Cine
- Carol Danvers aparece como Capitana Marvel en la película anime Avengers Confidential: Black Widow & Punisher.[183]
- Kim Raver expresa a la Capitana Marvel en la película animada de 2018, Marvel Rising: Secret Warriors.[184]

### Universo cinematográfico de Marvel
- Brie Larson interpreta a Danvers en el Universo Cinematográfico de Marvel:
  - Aparece en la película de 2019, Capitana Marvel.[185] La fecha de estreno de la película fue el 8 de marzo de 2019.[186] En la película, desde los años 90, su personaje es una piloto de pruebas que trabaja con la Dra. Wendy Lawson; mientras prueban un motor experimental con ella, un soldado Kree les dispara, y Lawson revela que es una Kree renombrada llamada Mar-Vell, que ha estado trabajando en contra de su gobierno para ayudar a los refugiados Skrull. Los Kree matan a Mar-Vell, pero Danvers destruye con éxito el motor, y su explosión la deja con habilidades de manipulación de energía profundamente poderosas. Después de un periodo en el Kree Fuerza Estelar, donde sus recuerdos humanos se suprimen (al referirse a ella simplemente como "Vers", la única parte de su nombre legible de los restos de su etiqueta de perno se rompe), regresa a la Tierra, descubre sus orígenes mientras trabaja con Nick Fury, y desbloquea todo su potencial. La película concluye con su partida con los refugiados Skrull para encontrarles un nuevo planeta, pero ella deja un localizador modificado para Nick Fury que puede usar para llamarla en caso de una emergencia mayor. Fury se inspira en su ejemplo para proponer reunir personas excepcionales para defender la Tierra de amenazas no convencionales; él llama a este protocolo "la Iniciativa Vengadores" después del antiguo indicativo de Danvers. En una escena a mitad de los créditos ambientada a raíz de los eventos de Avengers: Infinity War, ella regresa a la Tierra después de responder a la señal de auxilio de Fury, pero solo para confrontarse a los Vengadores, quienes estaban monitoreando el localizador de Fury luego de la aniquilación de Thanos de la mitad de toda la vida sensible en el universo. Luego les pregunta sobre el destino de Fury, sin saber que él estaba entre los muertos.
  - En Avengers: Endgame, que fue lanzado en los Estados Unidos el 26 de abril de 2019,[187][188] Danvers trae a Tony Stark y Nebula a la Tierra tres semanas después de los eventos de Infinity War y está implícito que después de responder a la llamada de Fury, ella regresó al espacio para encontrar a Stark cuando Pepper Potts informó a los Vengadores de su paradero después de la Disminución ("el chasquido"). Danvers se une a Steve Rogers, Natasha Romanoff, Bruce Banner, James Rhodes, Thor, Rocket y Nebula en una misión para enfrentar y restringir a Thanos en un intento de revertir el chasquido, solo para descubrir que Thanos ya ha destruido las gemas para evitar su uso. Cinco años después, Danvers sigue ayudando a los Vengadores, monitoreando otros planetas en el universo que se están recuperando de la brecha. Ella regresa a la Tierra para ayudar a los Vengadores en su última batalla contra el Thanos de 2014 e intenta evitar que use las gemas para destruir el universo, pero es derribada cuando él usa la Gema de poder contra ella, lo que incita al Doctor Strange para hacer un gesto de que depende de Stark asegurar la victoria de los Vengadores, por lo cual este se sacrificó al usar las gemas salvando al universo. Más tarde, Danvers asiste al funeral de Stark, reuniéndose brevemente con Fury después de 28 años.
  - Las versiones alternativas de Danvers en la línea de tiempo aparecen en la serie animada de Disney+ What If...? (2021), con la voz de Alexandra Daniels.[13] La primera versión aparece al final del episodio "¿Qué pasaría sí... el mundo perdiera a sus héroes más poderosos?", ambientada en un 2011 alternativo donde la mayoría de los candidatos originales de la Iniciativa Vengadores fueron asesinados. Fury convoca a Danvers a la Tierra para ayudar a repeler una invasión asgardiana liderada por Loki. La segunda versión aparece en el episodio "¿Qué pasaría sí... Thor fuera hijo único?", donde es convocada por Maria Hill para detener a Thor, cuyas fiestas están causando vandalismo en todo el mundo. La tercera versión aparece en el episodio "¿Qué pasaría sí... Ultron ganara?", donde ella pelea y es asesinada por Ultron en Xandar.
  - En Shang-Chi y la leyenda de los Diez Anillos (2021), Danvers, junto con Banner, respondieron a la llamada holográfica de Wong para discutir sobre los Diez Anillos con Shang-Chi y Katy. Descubren que los Diez Anillos están emitiendo señales desconocidas, antes de que Danvers recibiera otra llamada y se fuera abruptamente.
  - Larson repitió su papel en The Marvels (2023).[189]Danvers se enfrenta a la Kree Dar-Benn, quién usa una Banda Cuántica haciendo que intercambie lugares con Monica Rambeau, la hija de su fallecida amiga Maria y Kamala Khan, una mayor fan de Danvers, quién también posee otra Banda Cuántica. Ella hace equipo con las dos para detener a Dar-Benn antes de que destruya todo el universo.

### Teatro
- Carol Danvers aparece en el stage show Marvel Universe Live, como Capitana Marvel.

### Videojuegos
- Carol Danvers aparece como un personaje no jugable en la misión secundaria de una versión para PSP de X-Men Legends II: Rise of Apocalypse.
- Ms. Marvel aparece como un personaje jugable en Marvel: Ultimate Alliance, con la voz de April Stewart.
- Ms. Marvel aparece como un personaje jugable en Marvel: Ultimate Alliance 2, con April Stewart repitiendo su papel.
- Ms. Marvel aparece en el videojuego de Marvel Super Hero Squad, con la voz de Grey DeLisle.
- Ms. Marvel es un personaje jugable en Marvel Super Hero Squad Online, una vez más con la voz de Grey DeLisle.
- Ms. Marvel era un personaje jugable en el juego de Facebook, Marvel: Avengers Alliance.
- Ms. Marvel es un personaje jugable en el MMORPG Marvel Heroes.
- Ms. Marvel es un personaje jugable en Lego Marvel Super Heroes, con la voz de Danielle Nicolet.
- Ms. Marvel es un personaje jugable en Marvel vs. Capcom: Infinite, con la voz de Grey DeLisle.
- Ms. Marvel es un personaje jugable en Marvel: Batalla de Superhéroes.
- Capitana Marvel es un personaje jugable en Lego Marvel Super Heroes 2, con la voz de Kate O'Sullivan.
- Capitana Marvel es un personaje jugable en Marvel Future Fight.
- Tanto Ms. Marvel y Capitana Marvel son personajes jugables en Marvel Contest of Champions.[190][191][192]
- Capitana Marvel aparece como personaje jugable en el videojuego Fortnite: Battle Royale, mediante un paquete de pago llamado "Realeza y Guerreros" en el cual incluye a los personajes de Pantera Negra y Taskmaster.

## Datos de publicación
- Volumen 1: 23 números

Enero de 1977 hasta junio de 1979
- Volumen 2: 50 números, 1 número anual

Marzo de 2006 hasta febrero de 2010